# Bruno Förster
Pour les articles homonymes, voir Förster.
Ne doit pas être confondu avec Arnold Förster.
Bruno Förster (1852-1924) est un entomologiste et paléontologue allemand.

## Taxons dédiés éponymes
Avant 2023, des paléoentomologistes lui ont rendu hommage, par l'intermédiaire d'espèces fossiles dont :  
- Nicolas Théobald, en 1937, avec quatre espèces : Rhymosia foersteri (renommée en Rymosia foersteri), Solenopsis foersteri, Oligonila foersteri, Plecia foersteri[1]

Sinon pour les espèces concernées, consulter la liste générée automatiquement.

## Publications
: document utilisé comme source pour la rédaction de cet article.
- (de) Bruno Förster, Die Insekten des "Plattigen Steinmergels" von Brunstatt, vol. 3, coll. « Abhandlungen zur Geologischen Specialkarte von Elsass-Lothringen », 1891, 333–593 p. (ISSN 1256-4338, lire en ligne). .
- Bruno Förster 1892. Geologischer Führer für die Umgebung v. Mulhausen i. E. M.E.L., t. 3, fasc. 4.
- Bruno Förster 1904. Weisser Jura unter dem Tertiär des Sundgaus im Oberelsass. M.E.L., t. 5, fasc. 5, p. 381-416.
- Bruno Förster 1909. Oberer Melanienkalk zwischen Hupper und Fischschiefer bei Buchsweiler im Oberelsass. M.E.L., t. 7, fasc. 1.
- Bruno Förster 1911. Ergebnisse der Untersuchung von Bohrproben aus den seit 109 im Gange befindlichen, zur Aufsuchung von Steinsalz und Kalisalzen ausgeführten Tiefhohrungen im Tertiär des Oberelsass. M.E.L., t. 7, fasc. 4, p. 349-518.
- Bruno Förster 1913. Die versteinerungen aus den Tiefbohrungen auf Kali im Oligocän des Oberelsass. M.E.L., t. 8, fasc. 1, p. 1-49.